# Käte Perls

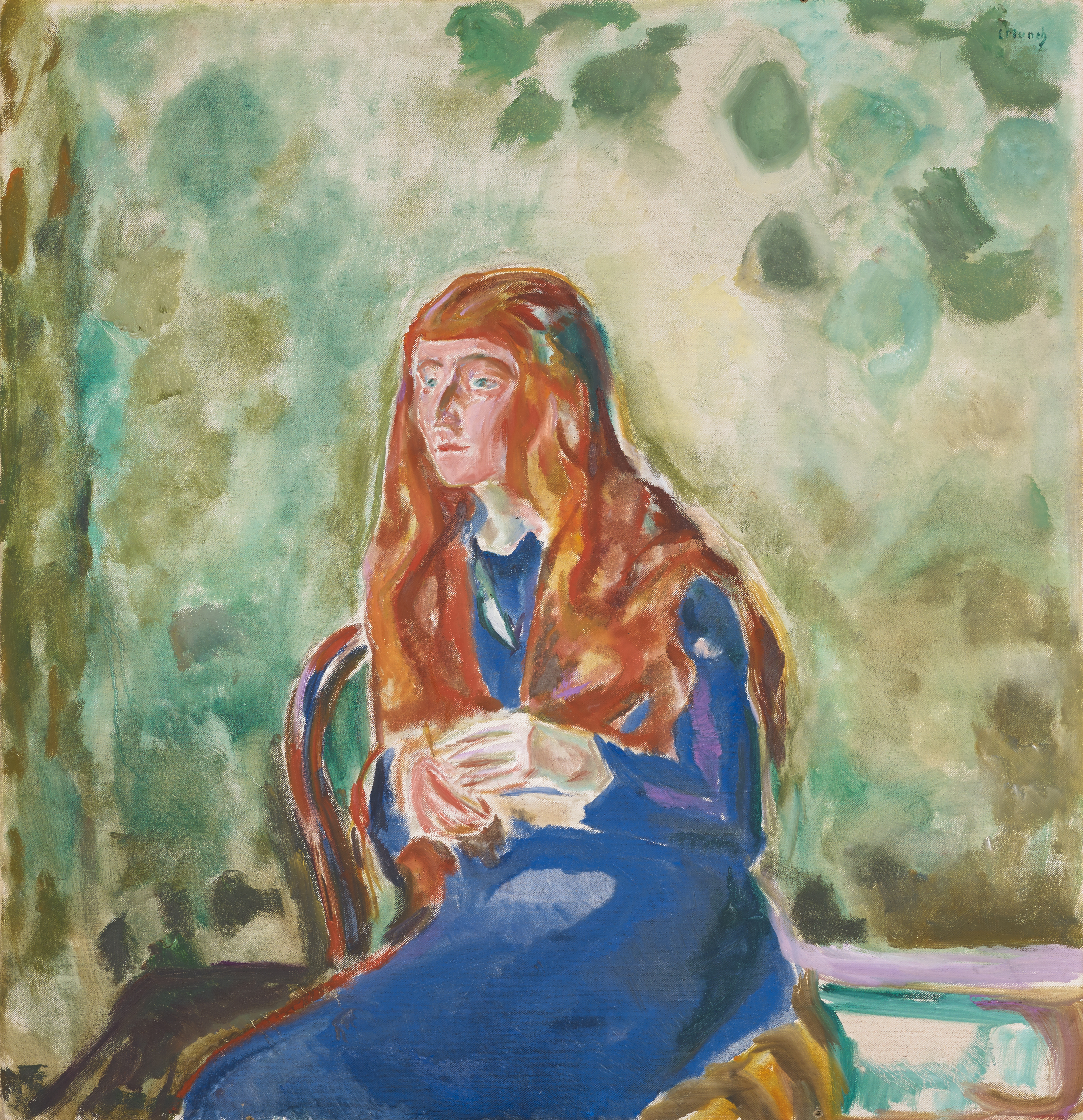
Porträt Käte Perls von Edvard Munch, 1913

Käte Perls (* 21. Februar 1889 in Breslau, Deutschland; † 23. August 1945 in New York City, Vereinigte Staaten) war eine deutsche Kunstsammlerin und Galeristin. Die Perls-Galerien existierten fast ein Jahrhundert lang und hatten verschiedene Niederlassungen in Berlin, Paris, New York und Los Angeles. Ihre Besitzer Käte Perls, Hugo Perls und die Söhne Frank und Klaus spielten eine wichtige Rolle bei der Verbreitung der europäischen Moderne und halfen bei der Gestaltung zahlloser Sammlungen.

## Leben und Werk

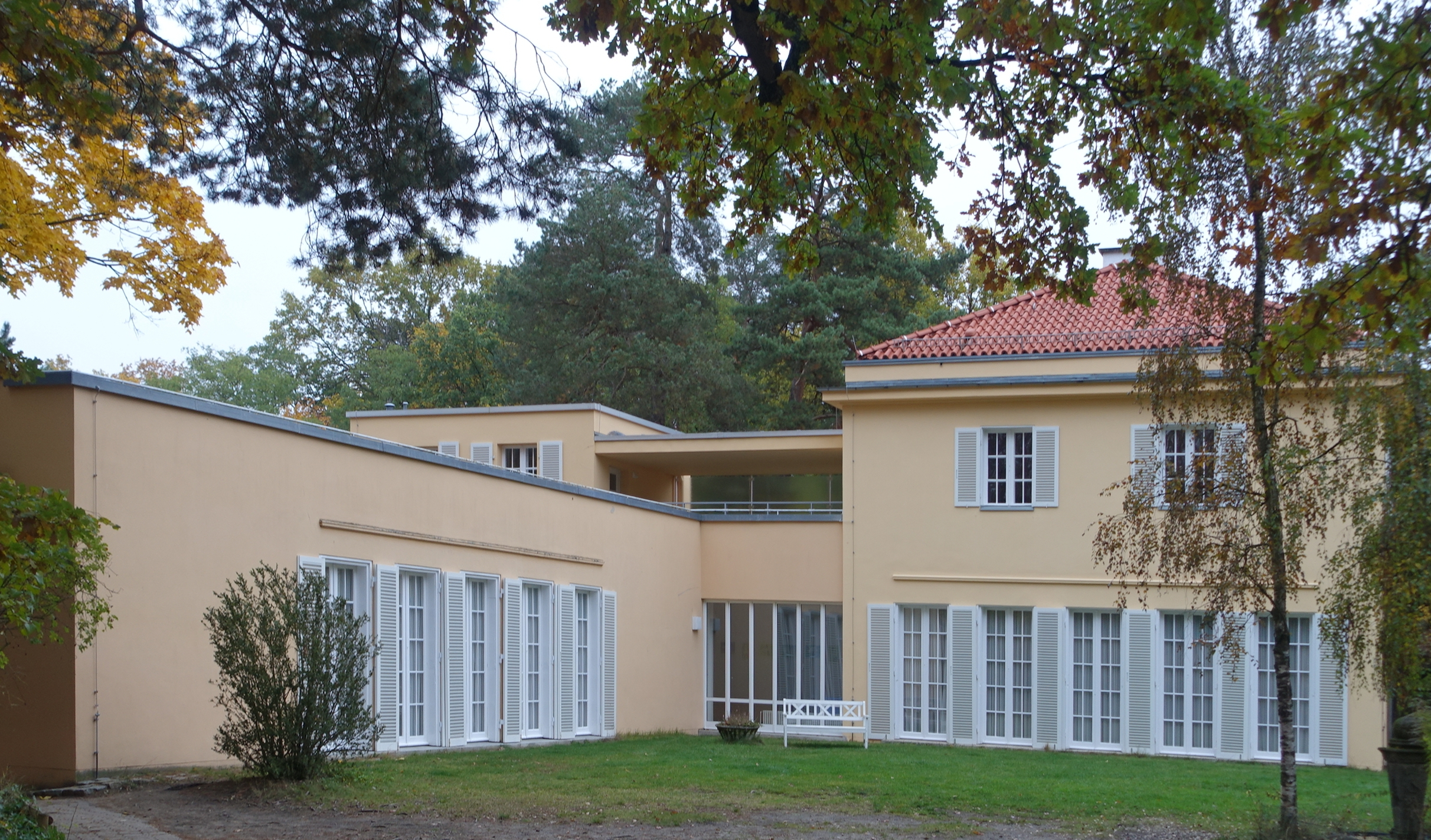
Haus Perls in Berlin-Zehlendorf, Hermannstraße 14

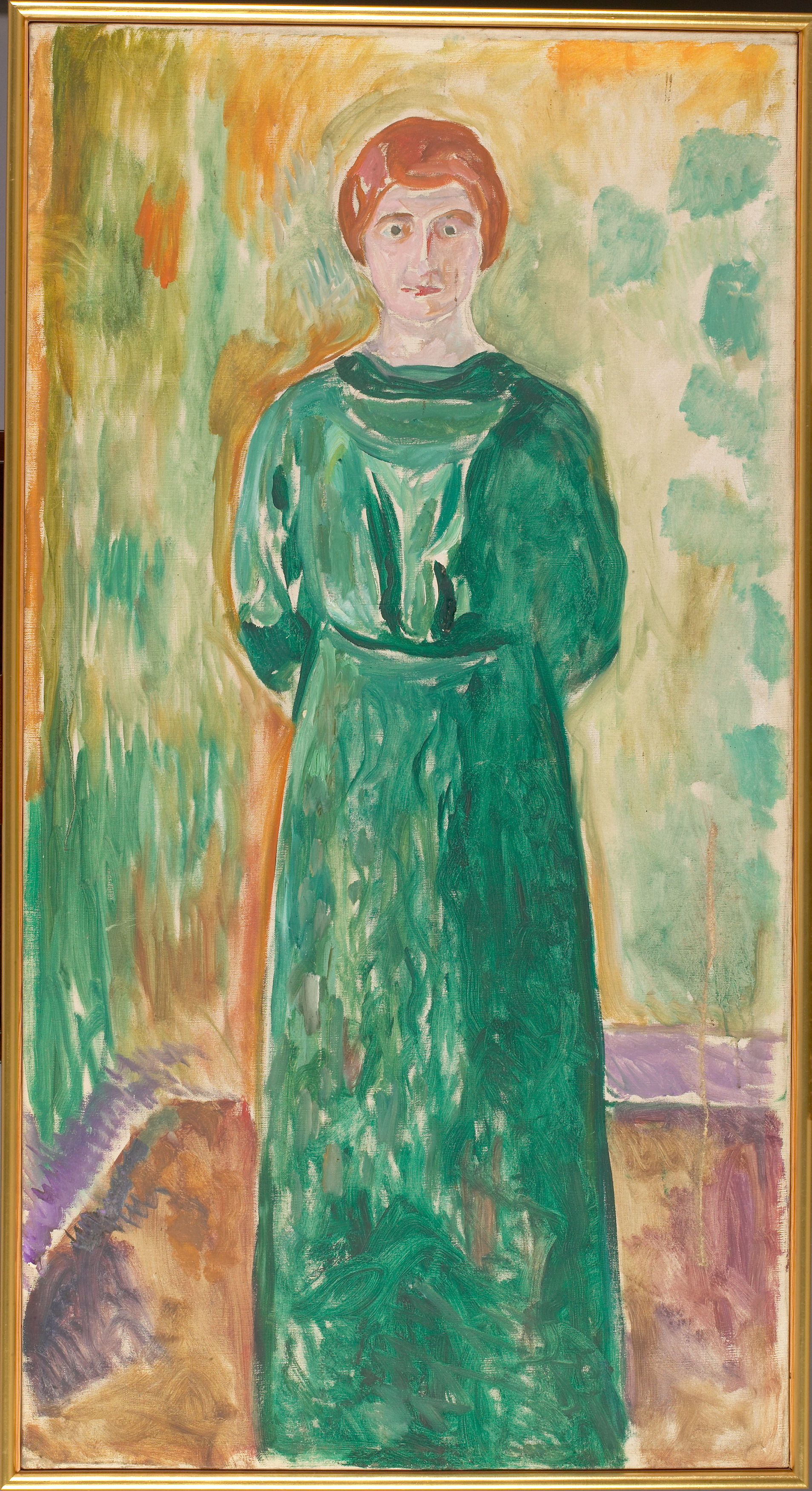
Käte Perls. Gemälde von Edvard Munch, 1913

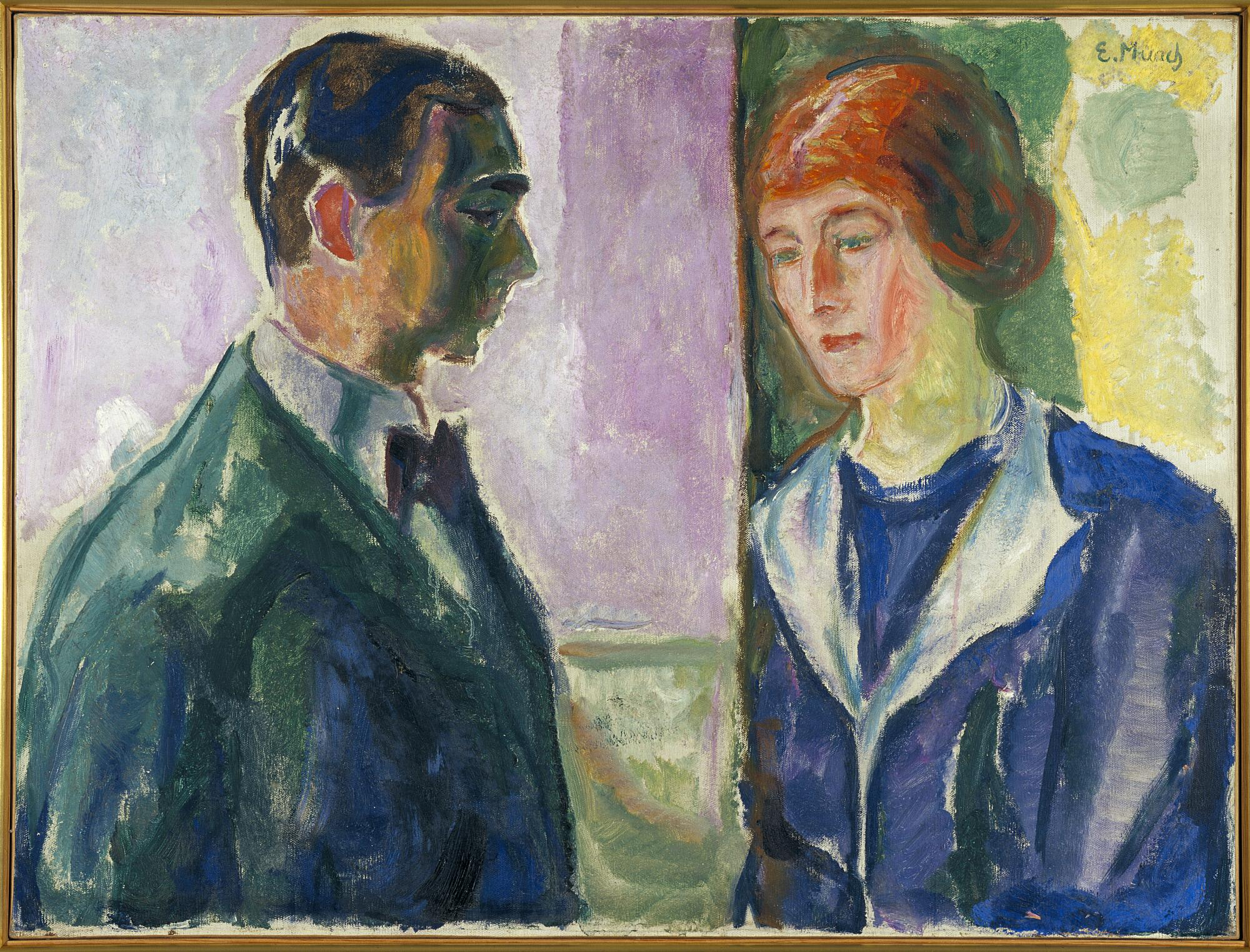
Doppelportrait Käte Perls und Hugo Perls, von Edvard Munch, 1913

Käte Perls war die Tochter aus einer Familie, für die Kunst von großer Bedeutung war. Ihr Onkel war der Sammler moderner Kunst Hugo Kolker, dessen Tochter Elsa den späteren Kunsthistoriker und Kurator Curt Glaser heiratete.
1910 heiratete sie den Richter Hugo Perls, einen Cousin von Glaser. Ihr Ehemann war Jurist im deutschen Außenministerium, bevor er sich dem Kunsthandel und später der Schriftstellerei zuwandte. Finanziert von dem Vermögen ihrer Familie beauftragten sie und ihr Ehemann den Architekten Mies van der Rohe zu dessen zweiten Hausbau in der Hermannstraße 14–16 in Berlin-Zehlendorf. Max Pechstein erstellte 1911 ein Wandgemälde für das dortige Speisezimmer. In dem Haus bauten sie eine umfangreiche Kunstsammlung auf. 1914 wurde dieses Haus mit dem Autor und Kulturwissenschaftler Eduard Fuchs gegen fünf Gemälde von Max Liebermann getauscht. Sie zog mit ihrem Mann und den zwei Söhnen in eine Mietwohnung in der Margaretenstraße 8.

### Aufbau der Sammlung in Berlin
Ab 1910 erwarben sie und ihr Ehemann Gemälde von Künstlern wie Paul Cézanne, Honoré Daumier, Paul Gauguin, Edouard Manet, Camille Pissarro und Pierre-Auguste Renoir von Paul Durand-Ruel und anderen Händlern. Sie entdeckten Pablo Picasso durch den Händler Daniel-Henry Kahnweiler und kauften 1912 ihr erstes Gemälde des Künstlers. Im März 1913 besuchte sie Edvard Munch in Moss in Norwegen, wo zwei Fassungen des Doppelporträts Hugo und Käte Perls sowie drei Einzelporträts von ihr entstanden. Eine Fassung der beiden Doppelporträts mit dem Titel Sie fährt nach Norwegen, er nach Italien befindet sich heute in den Kunstsammlungen Chemnitz.

### Kunsthandlung in Berlin
Von 1923 und dem 18. September 1931 besaß sie mit ihrem Ehemann die „Kunsthandlung Hugo Perls“ in Berlin in der Bellevuestraße 10, die auf Alte Meister, deutsche Malerei, französischen Impressionismus und Postimpressionismus spezialisiert war. In der Nachbarschaft befanden sich viele weitere Kunsthandlungen und große private Sammlungen. Ihr Bestand umfasste zahlreiche Gemälde der Blauen und Rosa Periode von Picasso sowie andere Werke, die in den 1920er Jahren von dem Kunsthändler Ambroise Vollard erworben wurden. Mehrere Gemälde der Galerie befinden sich heute in der Sammlung des Metropolitan Museum of Art, darunter Cézannes Antoine Dominique Sauveur Aubert (1866) und Haus mit den rissigen Wänden (1892–94), Degas Drei Jockeys (ca. 1900) und Picassos La Coiffure (1906).

### Galeristin in Paris
Ab 1930 veräußerten sie und ihr Ehemann ihre Galeriebestände und verkauften einen großen Teil ihrer Privatsammlung. Im 10. Oktober 1931 ließ sie sich von ihrem Ehemann scheiden und beide zogen nach Paris. Gemeinsam gehörten sie dem Emergency Rescue Committee an, einer Organisation von Emigranten, die Juden zur Flucht aus Deutschland verhalf.
Sie eröffnete in Paris in der Rue de l’Abbaye 13 im Quartier Saint-Germain-des-Prés eine gleichnamige Galerie, die sie von 1932 bis 1940 leitete. Als Haupthändlerin für Raoul Dufy, Marie Laurencin, Chaim Soutine und Maurice de Vlaminck hatte sie mit diesen Künstlern ein Vorkaufsrecht geregelt und war auch am sekundären Kunstmarkt beteiligt. Ihre Söhne Frank und Klaus unterstützen sie in der Galerie.
Perls traf sich regelmäßig mit Picasso in Paris, so 1936 zusammen mit der Fotografin Dora Maar im Café de Flore. Sie bereitete die Ausstellung mit dem Titel Picasso 1900 à 1910 vor, die im Sommer 1937 stattfand. 
Mehrere Gemälde ihrer Galerie befinden sich heute in der Sammlung des Met, darunter Picassos Leinwand Der Schauspieler (1904–1905), das Aquarell Jardin de Paris (1901), die Leinwand Mann mit einem Lutscher (1938) und eine zugehörige Zeichnung sowie das Gemälde Gitarre und Klarinette auf einem Kaminsims (1915).

### Perls Galleries in New York City
In den 1930er Jahren führte die Große Depression zu einem Rückgang des Pariser Kunstmarktes. Ihr Sohn Klaus zog im Oktober 1935 nach New York City, wo er die Bestände seiner Mutter für ein paar hundert Dollar verkaufte. Im Oktober 1937 eröffnete ihr Sohn Frank mit seinem Bruder die Perls Galleries in der 32 East 58 Street in Manhattan. Die Perls Galleries umfasste sowohl die Pariser als auch die New Yorker Niederlassung, und auf dem Briefkopf waren die Namen Käte Perls, Franz R. Perls und Klaus G. Perls aufgeführt.
Von 1937 bis 1939 schickte Perls ihre Pariser Ausstellungen nach New York City, darunter eine Reihe von Gruppenausstellungen der School of Paris mit den Titeln Für den jungen Sammler, Moderne Primitive von Paris und Picasso vor 1910. Die Nachfrage nach europäischer Avantgarde war derzeit nicht sehr groß, mit Ausnahme des Industriellen und Sammlers Walter Percy Chrysler, Jr., der zu den Kunden der Galerie zählte.
Im Frühjahr 1939 schiffte sie sich mit ihrem jüngsten Sohn Thomas Alfred, der 1945 in Yale University in Physik promovierte, nach New York ein. Sie kehrte in ihre Galerie nach Paris zurück, wo sie 1940 verhaftet und in verschiedene französische Internierungslager für feindliche Staatsangehörige und Flüchtlinge geschickt wurde. Von Mai bis Juli 1940 in Gurs, Toulouse, Foix, dann von September bis Oktober 1940 ins Centre Bompard in Marseille, wo sie auf ihre Auswanderungsgenehmigung wartete. Ihre Söhne versuchten sie mit Hilfe des Varian Frys Emergency Rescue Committee, aus Frankreich herauszuholen. Sie verkauften die Hälfte eines Picasso-Bildes, das ihrem Vater gehörte, an den Kunsthändler Carroll Carstairs, um Perls Überfahrt von Europa nach Kuba zu bezahlen, wo sie auf ein US-Visum warten sollte. Sie verhinderten so, dass sie in ein Vernichtungslager geschickt wurde. Es gelang ihr, an Bord eines Schiffes nach Havanna zu gelangen, wo sie bis Dezember 1942 lebte, bis sie schließlich 1943 New York erreichte. Perls starb am 23. August 1945 im Alter von 56 Jahren in New York City an Krebs.

## Auflösung der Pariser Galerie
Während der deutschen Besetzung von Paris beschlagnahmte der Einsatzstab Reichsleiter Rosenberg ihren Besitz in der Rue de la Paix 20. Ihr ehemaliger Ehemann, der 1941 selbst über Kuba aus dem besetzten Frankreich geflohen war, beanspruchte diesen nach dem Krieg in ihrem Namen. Während des Vichy-Regimes wurde außerdem ein vorläufiger Liquidationsverwalter, J. Clavière, vom Commissariat Général aux Questions Juives damit beauftragt, die Galerie Käte Perls zu arisieren. Die Galerie wurde am 18. Februar 1942 liquidiert und der Verkaufserlös auf ein Bankkonto der Nationalsozialisten überwiesen. Der Galeriebestand wurde von Jean-François Lefranc und Maurice Engrand gekauft, gegen welche die Brüder Perls im Namen ihrer Mutter erfolgreich eine Rückerstattungsklage einreichten.
1942 meldete sich ihr Sohn Frank Perls bei der US-Armee. Er wurde Master Sergeant und Dolmetscher und schließlich Kommandeur der Abteilung für Kunst und Denkmäler der alliierten Militärregierung in Deutschland. Er war für die Suche nach Hermann Görings 1.400 Kunstwerken verantwortlich, welche die Nationalsozialisten jüdischen Sammlern gestohlen hatten, darunter Gemälde von Botticelli, Monet und van Gogh.